# Třída Gogland
Třída Gogland byla třída torpédoborců ruského carského námořnictva z doby první světové války. Plánována byla stavba devíti jednotek této třídy, žádnou se však nepodařilo dokončit.

## Stavba
Celkem byla plánována stavba devíti torpédoborců této třídy. Měly se jmenovat Gogland, Grengamm, Patras, Stirsuděn, Chios,  Kulm, Rymnik, Smolensk a Tenědos. Stavba prvních čtyř byla za první světové války přerušena a později byly rozebrány. Stavba zbývajících pěti byla zrušena ještě před založením kýlu.

## Konstrukce
Torpédoborce měly být vyzbrojeny čtyřmi 102mm kanóny, dvěma 7,62mm kulomety, třemi trojhlavňovými 457mm torpédomety a až 80 minami. Pohonný systém měl výkon 32 000 hp. Tvořily jej dvě parní turbíny Schichau a pět kotlů Schichau, pohánějících dva lodní šrouby. Nejvyšší rychlost měla dosahovat 33 uzlů a plánovaný dosah byl 2800 námořních mil při rychlosti 15 uzlů.